# Johannes der Täufer (Nowy Gierałtów)
Johannes der Täufer ist die römisch-katholische Pfarrkirche in Nowy Gierałtów (deutsch Neugersdorf) im Powiat Kłodzki der Woiwodschaft Niederschlesien in Polen.

## Geschichte

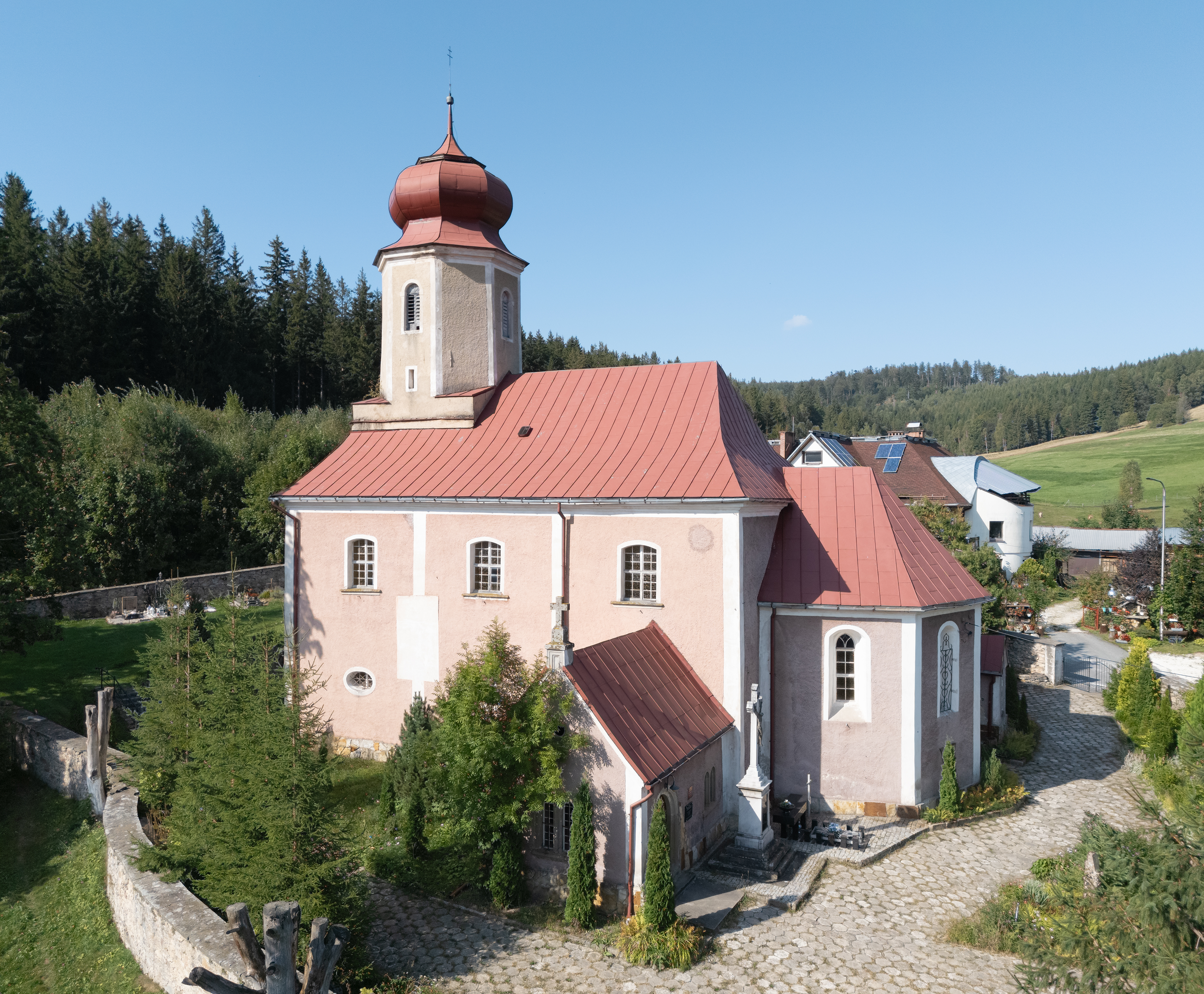
Kirche Johannes der Täufer in Nowy Gierałtów

Nach dem Böhmischen Ständeaufstand von 1618 erhielt Neugersdorf, das bis 1763 böhmischen der Grafschaft Glatz gehörte, vom Prager Erzbischof Karl von Lamberg die Erlaubnis zum Bau einer Kirche und zur Anstellung eines protestantischen Predigers. Bereits 1623 wurde es der katholischen Pfarrei Schreckendorf zugeordnet. 1715 wurde ein neues, steinernes Gotteshaus mit dem Patrozinium Johannes der Täufer geweiht. Wegen der großen Entfernung zur Schreckendorfer Pfarrkirche St. Maternus wurde 1718 die Kirchengemeinde Neugersdorf von Schreckendorf getrennt und stieg damit zur Pfarrkirche auf. Die Pfarrei umfasste die Orte Neugersdorf, Bielendorf und Anteil Altgersdorf.
Der schlesische Heimatdichter Joseph Wittig setzte der Kirche in der Erzählung „Kirche im  Waldwinkel“ ein literarisches Denkmal.

## Bauwerk
Die Kirche  hat einen Chor von 1619 mit Spitzbogenfenstern in rundbogigen Fensternischen. Gegenüber der Kanzel befindet sich eine barocke Madonnenfigur. Auch die Altäre sind barock gestaltet. Der Turm an der Westfassade verjüngt sich zu einem Oktogon und schließt mit einer Turmzwiebel ab. Die Kirche ist von einer Friedhofsmauer umgeben, an der deutsche Grabsteine erhalten sind.